# كيم سيونغ يونغ
كيم سيونغ يونغ (بالكورية: 김승용)‏ (و. 1985  م) هو لاعب كرة قدم، من كوريا الجنوبية، ولد في سول، شارك في الألعاب الأولمبية الصيفية 2008، مركز لعبه هو مهاجم.

## روابط خارجية
- كيم سيونغ يونغ على موقع الاتحاد الدولي (مؤرشف)  (الإنجليزية)
- كيم سيونغ يونغ على موقع رابطة كرة القدم اليابانية للمحترفين (اليابانية)
- كيم سيونغ يونغ على موقع دوري كوريا الجنوبية (الإنجليزية)
- كيم سيونغ يونغ على موقع قاعدة بيانات كرة القدم.إي يو (الإنجليزية)
- كيم سيونغ يونغ على موقع Soccerway.com (الإنجليزية)
- كيم سيونغ يونغ على موقع عالم كرة القدم.نت (الإنجليزية)
- كيم سيونغ يونغ على موقع أوليمبيديا (الإنجليزية)